# Jean-Baptiste Darrieux
Jean-Baptiste Darrieux est un homme politique français né le 26 juillet 1767 à Tarbes (Hautes-Pyrénées) et décédé le 25 février 1825 à Nice (Alpes-Maritimes).

## Biographie
Avocat à la Cour de Cassation, il est membre du conseil de l'agence judiciaire des finances. Il est député des Hautes-Pyrénées de 1820 à 1823, siégeant dans l'opposition de gauche, avec les libéraux.